# Tus

Tus (persisk: توس or طوس også stavet Tous, Toos eller Tūs) er en gammel by i den Iranske provins Razavi Khorasan. Byen var kendt som Susia af de gamle grækere.
I 809 blev kalif Harun al-Rashid syg og døde i Tus.